# Pueblo Pintado
Pueblo Pintado (navaho Náhodeeshgiizh Chʼínílíní) és una concentració de població designada pel cens dels Estats Units a l'estat de Nou Mèxic. Segons el cens del 2000 tenia 247 habitants.

## Demografia
Segons el cens del 2000, Pueblo Pintado tenia 247 habitants, 72 habitatges, i 52 famílies. La densitat de població era de 9,1 habitants per km².
Dels 72 habitatges en un 34,7% hi vivien nens de menys de 18 anys, en un 40,3% hi vivien parelles casades, en un 27,8% dones solteres, i en un 26,4% no eren unitats familiars. En el 25% dels habitatges hi vivien persones soles el 2,8% de les quals corresponia a persones de 65 anys o més que vivien soles. El nombre mitjà de persones vivint en cada habitatge era de 3,43 i el nombre mitjà de persones que vivien en cada família era de 4,25.
Per edats la població es repartia de la següent manera: un 41,3% tenia menys de 18 anys, un 7,7% entre 18 i 24, un 25,9% entre 25 i 44, un 16,6% de 45 a 60 i un 8,5% 65 anys o més.
L'edat mediana era de 26 anys. Per cada 100 dones de 18 o més anys hi havia 83,5 homes.
La renda mediana per habitatge era de 14.583 $ i la renda mediana per família de 18.750 $. Els homes tenien una renda mediana de 0 $ mentre que les dones 0 $. La renda per capita de la població era de 7.760 $. Aproximadament el 50% de les famílies i el 64,3% de la població estaven per davall del llindar de pobresa.
El segons el cens dels Estats Units de 2010 el 90,69% dels habitants són nadius americans i el 9,31% blancs.

## Poblacions més properes
El següent diagrama mostra les poblacions més properes.